# Jerzy Denisch
Jerzy Denisch – polski bokser.
Podczas Mistrzostw Polski w Boksie 1925 reprezentując BKS Katowice zdobył złoty medal w wadze średniej (do 72,6 kg). Był to pierwszy tytuł mistrzowski dla okręgu Śląska.